# Облога Массілії
Облога Массілії — військова кампанія, що відбулася у 49 році до н. е. під час Громадянської війни Цезаря. Вона включала сухопутну облогу та дві морські битви між силами Юлія Цезаря та містом Массілія (сучасний Марсель), яке підтримувало Гнея Помпея.

## Передумови
Після переходу через Рубікон у 49 році до н. е., Юлій Цезар рушив до Іспанії, щоб протистояти помпеянським легіонам. Місто Массілія відмовилося відкрити йому ворота, об'єднавшись з Луцієм Доміцієм Агенобарбом та оптиматами. У відповідь Цезар розпочав облогу міста, залишивши легіони XVII, XVIII та XIX під командуванням Гая Требонія, а флот — під керівництвом Децима Юнія Брута Альбіна. Сам Цезар продовжив похід до Іспанії.

## Хід облоги
Після початку облоги Агенобарб прибув до Массілії для організації оборони. У червні цезаріанський флот, хоча й поступався у майстерності та чисельності помпеянцям, здобув перемогу в морській битві. Гай Требоній використовував різноманітні облогові машини, включаючи облогові вежі та тарани. У вересні відбулася друга морська битва біля Тавроентума, де цезаріанці знову здобули перемогли, попри чисельну перевагу супротивника.

## Капітуляція міста
Після тривалої облоги та поразок у морських битвах, Массілія капітулювала. Цезар виявив милосердя до міста, дозволивши йому зберегти номінальну автономію, хоча більшість його територій була конфіскована. Луцій Доміцій Агенобарб втік до Фессалії.